# Veruno
Veruno est une commune italienne d'environ 1 800 habitants située dans la province de Novare, dans la région du Piémont, dans le Nord-Ouest de l'Italie.

## Administration
| Période                                  | Période | Identité | Étiquette | Qualité |
| ---------------------------------------- | ------- | -------- | --------- | ------- |
|                                          |         |          |           |         |
| Les données manquantes sont à compléter. |         |          |           |         |

### Hameaux
Revislate.

### Communes limitrophes
Agrate Conturbia, Bogogno, Borgo Ticino, Borgomanero, Comignago, Gattico.